# Straat van Messina

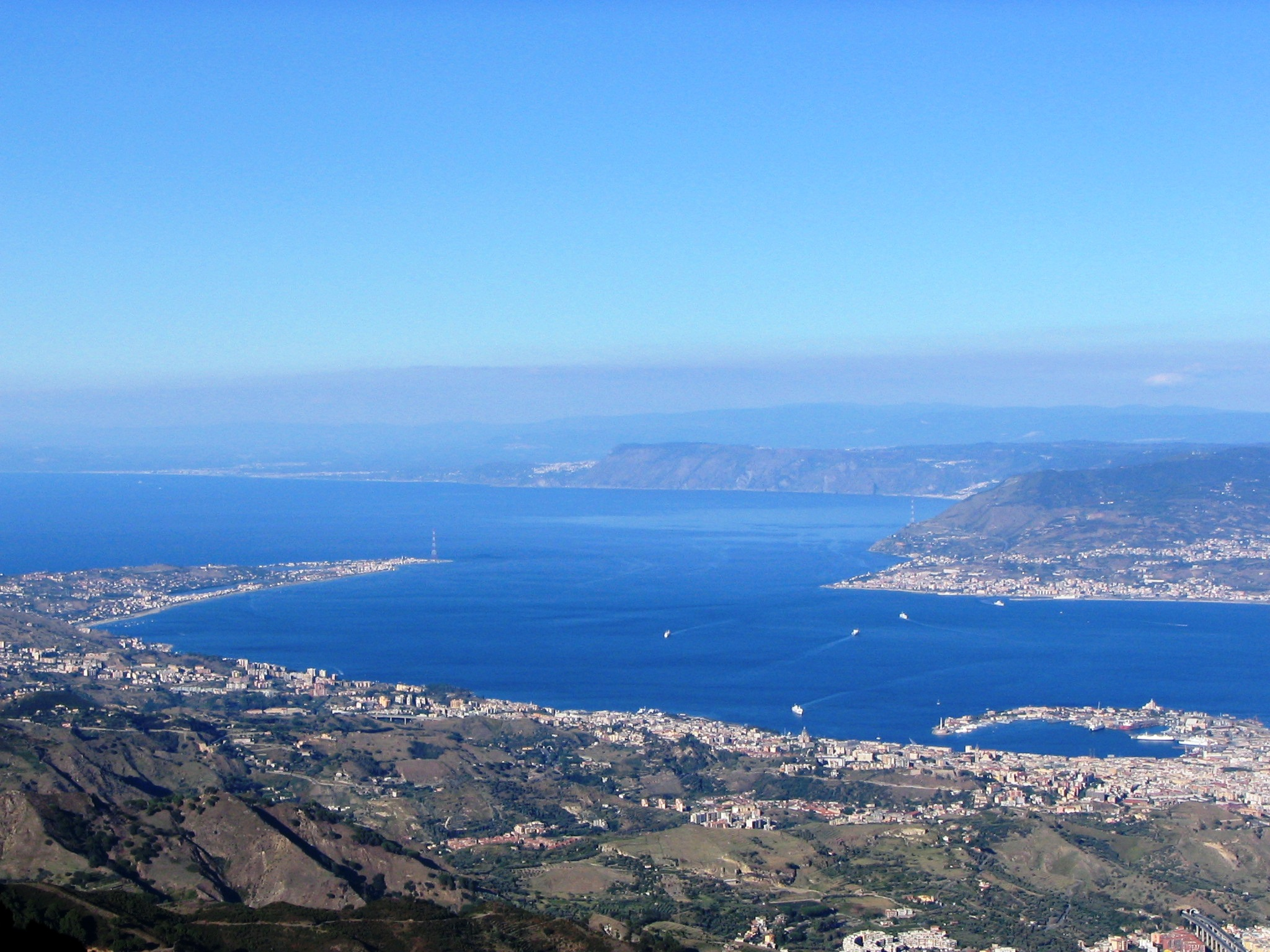
De straat gezien vanaf Monte Dinnammare (Sicilië)

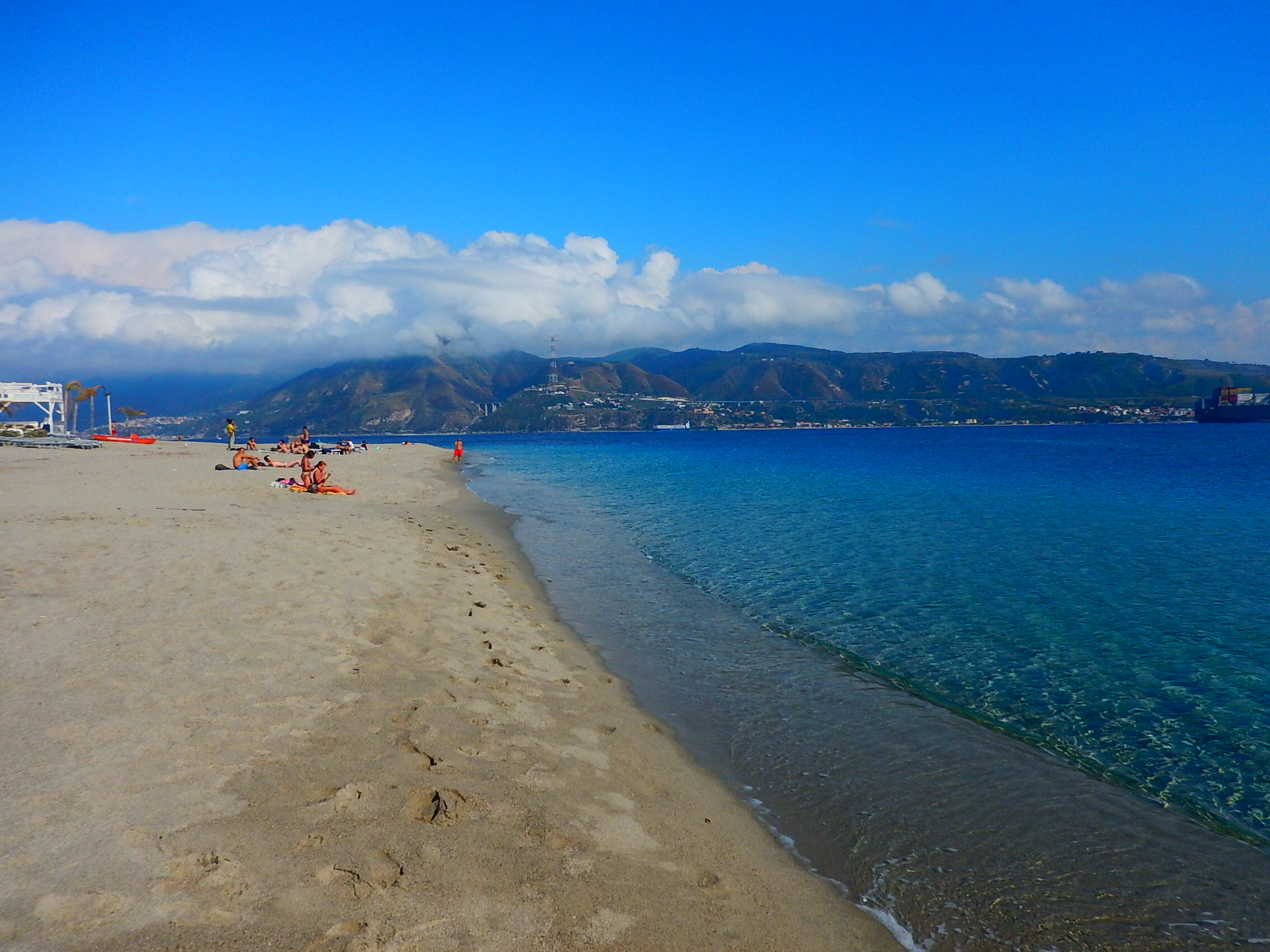
De dichtstbijzijnde punten van de Straat van Messina, Scylla en Charybdis in de Griekse mythologie, gezien vanaf het dorp Torre Faro in Messina

De Straat van Messina (Italiaans: Stretto di Messina, Siciliaans: Strittu di Missina) is een zeestraat in Italië die het eiland Sicilië scheidt van Calabrië op het Apennijnse Schiereiland en die de verbinding vormt tussen de Tyrreense Zee in het noorden en de Ionische Zee in het zuiden. De lengte van de zeestraat is 32 km en de breedte ligt tussen drie en acht kilometer. De zeestraat kent sterke zeestromingen.
De straat is naar de Siciliaanse havenstad Messina genoemd, waar tevens de veerboten vanaf het vasteland aankomen. De voornaamste stad aan de Calabrische kant is Reggio Calabria. De meeste veerboten varen echter tussen Messina en het noordelijker gelegen Villa San Giovanni, daar het meeste verkeer van en naar noordelijker gelegen gebieden reist, en de straat hier bovendien smaller is. 
Er lagen concrete plannen om in 2005 met de aanleg van een brug over de zeestraat te beginnen, die de langste hangbrug ter wereld moet worden en bovendien bestand moet zijn tegen aardbevingen, zoals de aardbeving in 1908, die Messina verwoestte. Na uitstel van de plannen werd op 23 december 2009 begonnen met de bouw van de brug, maar het project werd in maart 2013 weer gestopt. In augustus 2025 zette de Italiaanse regering het licht op groen voor de bouw van de langste hangbrug ter wereld tegen 2032.
De hoogspanningskabel van Messina werd in 1957 aangelegd, die het elektriciteitsnet van Sicilië met het vasteland verbond. Dit was een van de hoogste en langste overspanningen ter wereld. De kabel is intussen vervangen door een kabel op de zeebodem. Op beide oevers staan nog de masten van 232 meter hoog.
De Straat van Messina is bekend om zijn rijkdom aan zwaardvis en is een belangrijke oversteek voor trekvogels.
Geologisch gezien heeft de straat van Messina meerdere actieve breuklijnen die aardbevingen en tsunami's tot gevolg hebben.

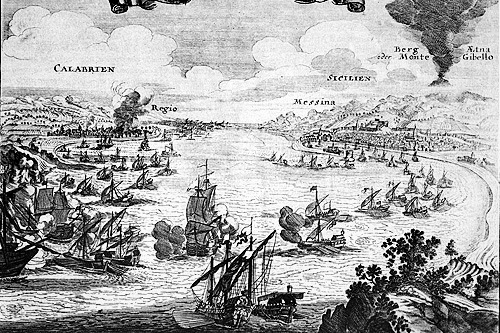
18e-eeuwse tekening gezien vanuit de noordkant: Calabrië (vasteland) links en Messina (eiland) rechts

## Geschiedenis
De Straat van Messina werd in de middeleeuwen de grens tussen twee rijken:
- het koninkrijk Sicilië. Dat werd ook Sicilia ultra Pharum genoemd, het Sicilië aan de overzijde van de straat van Messina, vanuit Romeins standpunt, of Trinacria, naar de 3 hoeken van het eiland: Val Demone, Val di Noto en Val di Mazara.
- het koninkrijk Napels, ook Sicilia citra Pharum, het Sicilië aan deze zijde van de Straat van Messina.

Beide delen werden met het koninkrijk der beide Siciliën verenigd, met de Straat van Messina als middellijn.

## Websites
- (en)  Evolution of Island Mammals: Adaptation and Extinction of Placental Mammals, hoofdstuk 7, Sicily, geschiedenis geologie en fauna